# Jacques-Yves Cousteau
Jacques-Yves Cousteau (n. 11 iunie 1910, Saint-André-de-Cubzac, Aquitaine, Franța – d. 25 iunie 1997, Paris, Île-de-France, Franța) a fost un ofițer francez de marină, explorator al vieții subacvatice în domeniul oceanografiei, fotograf, producător de filme și inventator de aparate submarine. A fost de asemenea redactor, colaborând cu scriitori precum Philippe Tailliez (de asemenea marinar și explorator, primul său mentor), James Dugan, Frédéric Dumas (arheolog submarin), Philippe Diolé, Yves Paccalet (biologi), care a devenit cunoscut în întreaga lume în calitate de comandant al navei Calypso.

## Biografie

### Tinerețea și începutul carierei
Fiu al lui Daniel Cousteau, avocat internațional și al lui Elisabeth Cousteau, nepot al unui notar din Bordeaux și frate al unui scriitor colaboraționist în timpului celui de-al doilea război mondial - Pierre-Antoine Cousteau, Jacques-Yves Cousteau a descoperit marea pe coastele mediteraneene din aproprierea Marsiliei, unde locuia familia sa. În cadrul unei expediții de 12 luni în jurul lumii, alături de colegii săi de clasă, va îndeplini rolul de documentarist, filmând locuri și diverse evenimente. La vârsta de 13 ani, în urma unei excursii în Mexic, va publica prima sa carte, și singura integral scrisă de el: O aventură în Mexic.
În 1930, după terminarea studiilor pregătitoare la prestigiosul Collège Stanislas de Paris, a intrat la Școala Navală din Brest, devenind ofițer canonier. Între 1933 și 1935, ca ofițer al serviciului de informații al marinei franceze, a avut o misiune în Extremul Orient, la Shanghai și în Japonia (1938), precum și în URSS (1939). La Toulon, unde activa pe nava "Condorcet", Cousteau a avut ocazia de a avea primele experiențe submarine, datorită prietenului său, Philippe Tailliez. În 1936, acesta din urmă îi împrumută ochelarii submarini Fernez, care anticipau vizoarele de scafandru moderne.
S-a căsătorit la 12 iulie 1937 cu Simone Melchior, cu care va avea doi copii, Jean-Michel Cousteau (1938) și Philippe Cousteau (1940), care vor participa și ei la „aventura Calypso”.

### Invenția scufundărilor submarine moderne (1943)
Anii celui de-al doilea război mondial sunt decisivi pentru istoria scufundărilor. Austriacul Hans Hass inventează atunci aparatul de filmare submarină „Rolleimarin” ; comandanții francezi Louis de Corlieu și Yves le Prieur - respectiv labele de înot rapid și butelia cu aer comprimat și detentor manual. După înfrângerea Franței din iunie 1940, familia Simone și Jacques-Yves Cousteau se refugiază la Megève, unde se împrietenesc cu familia Ichac, care locuia și ea acolo. Jacques-Yves Cousteau și Marcel Ichac împărtășeau aceeași dorință de a dezvălui marelui public locuri necunoscute și inaccesibile: primul dintre ei, lumea acvatică, cel de-al doilea, marile înălțimi montane. Cei doi vecini de refugiu au obținut împreună, la egalitate, premiul întâi al Congresului filmului documentar din 1943, primul pentru filmul submarin: La 18m adâncime, turnat anul precedent. În anul 1943, s-a turnat filmul Epave, ocazie cu care Cousteau și ingenerul Émile Gagnan au inventat scafandrul autonom modern prin adaptarea la butelia Le Prieur și modernizarea unei invenții din Secolul XIX (detentorul Rouquayrol și Denayrouze). Brevetul pe care l-au co-înregistrat pentru această invenție i-a pus la adăpost din punct de vedere financiar pentru tot restul vieții lor.
Deși Franța înfrântă devenise o aliată a Germaniei naziste, Jacques-Yves Cousteau păstrase legături cu lumea anglo-saxonă (și-a petrecut o parte a copilăriei în Statele Unite și vorbea curent engleza) și cu militari francezi din Africa de Nord. Cousteau, a cărui vilă Baobab de la Sanary (Var) se găsește față în față cu vila Reine a amiralului Darlan (comandantul Marinei franceze și adjunctul lui Philippe Pétain), încearcă să deschidă un dialog între guvernul francez și Aliați. În aceste împrejurări, întreprinde o operațiune de comando împotriva serviciilor de spionaj italiene în Franța, motiv pentru care va primi mai multe decorații militare pentru fapte de război.

### GERS șiÉlie Monnier(1945-1949)
Jacques-Yves Cousteau împreună cu Philippe Tailliez și Frédéric Dumas a constituit la Toulon în 1946, Grupul de studii și cercetări submarine (GERS) dotat cu nava Élie Monnier, prin care a fost inaugurată participarea organizată a scafandrilor autonomi în arheologia subacvatică. Cu această navă s-au întreprins cercetări în Marea Mediterană și Oceanul Atlantic.

### Calypso și Campaniile oceanografice franceze (1949-1972)
Pentru mai multe detalii, vedeți Calypso (navă).
În 1949 Cousteau părăsește Marina pentru a fonda un an mai târziu propria sa societate: „Campaniile Oceanografice Franceze”. Milionarul irlandez Loel Guinness, descendentul fondatorului berăriei Guiness, cumpără un vechi dragor de mine, devenit feribot în Malta și botezat Calypso, după numele nimfei ce își avea sălașul pe o insulă din Mediterana (presupusă a fi Malta). Nava este echipată ca laborator mobil pentru cercetări oceanografice conform specificațiilor căpitanului Cousteau, și „închiriată" de Loel Guiness „Campaniilor Oceanografice Franceze” pentru numai un franc pe an. Ca parteneri de drum, Cousteau i-a avut, în primul rând, pe soția sa, Simone, și pe fiul mai mic, Philippe, apoi numeroși oameni de știință: geologi, geofizicieni, biologi, zoologi, arheologi, ecologiști.
Cu aceasta, timp de patru decenii, a explorat mările și oceanele lumii, din ghețurile Antarcticii și ale Nordului până în Marea Roșie, Marea Caraibelor și Marea Mediterană.

La bordul lui Calypso s-au efectuat numeroase cercetări și mii de ore de filmări subacvatice, care au fost transformate în 50 de cărți, două enciclopedii, filme de lung metraj și documentare. Aceste campanii oceanografice ale lui Cousteau și echipei sale, au adus în atenția lumii uimitoarea biodiversitate a lumii submarine.
Calypso a fost lovită accidental în ianuarie 1996 de o mahonă și s-a scufundat în portul Singapore. Avariată grav, nava a rămas sub apă timp de mai multe săptămâni. A fost ulterior ridicată la suprafață, readusă în Franța și ancorată în portul La Rochelle din 1998.

### Casele submarine (1960-1965)

#### Precontinent
În perioada 1960–1964, Jacques-Yves Cousteau a condus un program numit „Precontinent”, având ca scop studiul capacității oamenilor de a locui într-o casă submarină, habitat special construit sub apă. Succesul acestor cercetări a determinat derularea unui nou proiect, „Precontinent II”, desfășurat pe o perioadă de 1 lună și implicând 5 scafandri. Filmările subacvatice realizate pe parcursul acestor proiecte au furnizat materialul necesar realizării filmului Lumea fără soare în 1964.
Pentru mai multe detalii, vedeți Casă submarină.

### Societatea Cousteau (1973-1990)
În 1973 împreună cu cei doi fii ai săi, Jean-Michel și Philippe, a înființat „Societatea Cousteau” pentru Protejarea Vieții Acvatice. Societatea numără astăzi mai mult de 300.000 de membri și numeroase sedii în lumea întreagă.
Organizația „Cousteau Society” și Francine Cousteau, a doua soție și văduva exploratorului, au strâns sumele necesare renovării și întreținerii navei Calypso timp de 50 de ani și care va deveni o expoziție educațională. Restaurarea navei Calypso a făcut parte din seria manifestărilor cuprinse în anul centenarului nașterii lui Cousteau pe data de 10 iunie 2010.

## Moștenirea lui Jacques-Yves Cousteau

### Invenții și inovații tehnice
1942: Jaques-Yves Cousteau împreună cu Émile Gagnan, un inginer canadian specialist în detentoare la uzina L'Air Liquide din Paris, concep un detentor inspirat dintr-un regulator construit pentru alimentarea cu gaz de iluminat a motoarelor de automobile, care un an mai târziu este adoptat pentru utilizare sub apă.
1943: detentorul Cousteau-Gagnan eșuează primele teste efectuate în luna Februarie în râul Marne de lângă Paris. Se aduc o serie de modificări cum ar fi fixarea supapei de evacuare a aerului expirat în camera detentorului la același nivel cu cea de inspirație și punerea unui al doilea furtun separat pentru expirație. În același an în cursul verii și toamnei, Cousteau împreună cu Philippe Taillez și Frederic Dumas testează prototipul acestui aparat în Marea Mediterană. Deoarece aparatul se dovedește a fi sigur și deosebit de ușor de utilizat, este folosit și de către ceilalți membri ai familiei Cousteau (soția și cei doi fii). Se efectuează peste 500 de scufundări testând aparatul încercându-se determinarea limitelor de utilizare. Astfel în luna Octombrie, Dumas atinge adâncimea de 64 de metri. Aparatul suferă o serie de perfecționări ajungându-se în anul 1945 la renumitul detentor Cousteau-Gagnan, CG-45. Acesta va fi urmat de alte variante perfecționate și anume de detentorul Mistral și Super Mistral de tipul "detentor dorsal" cu un singur etaj și apoi de detentorul Acquilon cu două etaje separate. Toate aceste modele au fost produse la firma La Spirotechniques, o subsidiară a L'Air Liquide și comercializate în Franța începând cu anul 1946. Aparatul Cousteau-Gagnan stă la baza tuturor aparatelor de respirat cu aer comprimat utilizate în prezent în scufundarea autonomă. În S.U.A.aparatul Cousteau-Gagnan a fost comercializat sub denumirea de Aqualung.
1946: Jacques-Yves Cousteau pune la punct costumul cu volum constant. Fabricat din cauciuc vulcanizat, costumul a fost realizat special pentru scufundări cu durate mari de timp în ape cu temperatură scăzută.
1959: cu ajutorul inginerilor Jean Mollard și André Laban , a conceput minisubmarinul SP-350 denumit și Denise „farfuria scufundătoare”; acesta era un vehicul subacvatic, cu două locuri, de formă rotundă, fără elice, propulsat de turbine cu jet de apă care poate ajunge la o adâncime de 350 m; în 1965 a mai construit alte două vehicule, SP-500, care au atins adâncimea de 500 m și SP-1000, iar în 1966, S.4000 Deepstar și S.P. 3000.
Un alt dispozitiv destinat cercetărilor marine construit de Cousteau a fost „Paianjanul de apă” un aparat multifuncțional destinat analizei biochimice a suprafeței oceanului.
Altă invenție importantă a lui Jacques-Yves Cousteau, cu impact major asupra scufundărilor moderne, a fost conceperea unui scuter subacvatic, construit prin modificarea unor torpile militare și destinat deplasării rapide pe sub apă a scafandrilor, oferindu-le astfel posibilitatea să acopere suprafețe mai extinse de cercetare.

### Apărarea mediului înconjurător
Jacques-Yves Cousteau a fost observatorul întregului Ocean Planetar, studiindu-i gradul de poluare. A demonstrat practic pericolul pe care-l reprezintă vehicularea a tot mai multor deșeuri industriale către marile fluvii (Nilul, Amazonul, Fluviul Galben etc.). A fost director al Muzeului de Oceanografie din Monaco. În 1992 a fost invitat oficial la conferința Națiunilor Unite pentru mediu și dezvoltare de la Rio de Janeiro, iar în 1993 a fost numit în Comitetul consultativ al Națiunilor Unite și consilier pentru dezvoltare durabilă al Băncii Mondiale.

## Cousteau în România
Prima vizită a lui Cousteau în România a avut loc în octombrie 1966, împreună cu Rainier III, suveranul Principatului Monaco, însoțit fiind și de vechiul său colaborator Jean Alinat. La Constanța, cu ocazia încheierii lucrărilor Adunării Generale a Comisiei Internaționale pentru Cercetarea științifică a Mării Mediterane (CIESMM), Jacques-Yves Cousteau a fost ales Secretar general al acestui important for științific. Cousteau a fost atunci primit și însoțit de oceanologul și biologul Pr. Mihai C. Băcescu, reprezentantul României la CIESSM și director al Muzeului Antipa
Cu acest prilej, colaboratorul lui Cousteau la conducerea celebrului Muzeu Oceanografic din Monaco, comandantul Jean Alinat, a prezentat la București ultima realizare cinematografică a acestuia, „Precontinent III”, filmul care relata experiența celor șase acvanauți care au trăit într-o sferă metalică ancorată la 100 m adâncime, timp de 21 zile și 17 ore, în perioada 17 Septembrie-17 octombrie 1965 în largul Mării Meditarane.
Cea de a doua vizită a avut loc în octombrie 1977, când Jacques-Yves Cousteau și echipa sa au propus autorităților române să facă o expediție în Marea Neagră și la gurile Dunării, împreună cu Pr. Mihai C. Băcescu și Dr. Alexandru Marinescu. Cu acest prilej nava Calypso a ancorat la Constanța și apoi a lucrat în apele din fața gurilor Dunării pentru a studia gradul de poluare al Mării Negre și al Dunării. Jacques-Yves Cousteau a trecut atunci și pe la Muzeul Național de Istorie Naturală „Grigore Antipa” apoi a ținut o conferință în amfiteatrul Institutului Botanic. Băcescu, Marinescu și Cousteau au sugerat atunci un proiect de înființare a Rezervației Biosferei Deltei Dunării, dar regimul condus de Nicolae Ceaușescu avea cu totul alte preocupări și proiectul a fost respins, trecându-se dimpotrivă la desecarea bălților din lunca Dunării și a mai multor mari zone din Deltă precum arealul Pardina, la îndiguiri masive și la închiderea „portiței” legând complexul Razim-Sinoe de Marea Neagră. Proiectul s-a concretizat abia în anii 1990–1992, după căderea conducerii Ceaușescu.
Ales membru de onoare al Academiei Române, la propunerea academicianului Mihai Băcescu la 13 noiembrie 1990, Jacques-Yves Cousteau se întoarce în România cu toată echipa sa (Jacques Constans, comandantul Traonouil, scafandrul Grégoire Koulbanis, biologul François Sarano și alții) în scopul de a realiza un film de televiziune consacrat Dunării și deltei sale, în patru episoade. Scenariul a fost scris de Francine Cousteau, Ion Cepleanu, Anne-Marie Roth și Radu Anton Roman, cu consultanța științifică a lui Adrian Gagea, Petre Bănărescu, Alexandru Marinescu, Traian Gomoiu, Victor Petrescu, Alexandru Bologa și alții. Odată terminat turnajul, Cousteau și-a prezentat discursul de recepție la Academie la 8 aprilie 1991, iar în 1993 a fost, din nou, oaspetele Bucureștiului a cărui universitate i-a conferit titlul de „Doctor honoris causa”. Universitatea din București a fost printre primele în Europa care, după 1990, a înființat o „catedră Cousteau” în cadrul căreia se predau ecotehnia și geonomia, științe în care ecologia se îmbină cu tehnologiile marilor construcții.

## Opere ale lui Jacques-Yves Cousteau
- Cărți redactate în colaborare cu:
  - Philippe Tailliez: Par dix-huit mètres de fond, Paris, ed. Durel, 1946
  - Frédéric Dumas și James Dugan: Le Monde du silence, Paris 1953
  - Philippe Victor Diolé: Un Trésor englouti și La Vie et la mort des coraux, ed. Flammarion 1971
  - Philippe Victor Diolé: Nos Amies les baleines, Flammarion 1972
  - Philippe Victor Diolé: Pieuvres, la fin d'un malentendu și Trois Aventures de la Calypso, Flammarion 1973
  - Philippe Victor Diolé: Compagnons de plongée, Flammarion 1974
  - Philippe Victor Diolé: Les Dauphins et la liberté, Flammarion 1975
  - Yves Paccalet: A la recherche de l'Atlantide, Flammarion 1981, (ISBN 2-08-200444-9)
  - Yves Paccalet: La Planète des baleines, ed. Robert Laffont, 1986 (ISBN 978-2-221-04451-3).
  - François Sarano: Ile des esprits: Madagascar, ed. Plon, 1995, ISBN 978-2-259-18247-8
  - Denis Ody: Namibie Voyages au sud de l'Afrique, ed. Robert Laffont France Loisirs, 1997, ISBN 978-2-7441-0369-8
  - Yves Paccalet: Le monde des dauphins, ed. Robert Laffont France Loisirs, 1998, ISBN 978-2-221-07775-7
  - Susan Schiefelbein: L'Homme, la pieuvre et l'orchidée, ed. Robert Laffont, 1998, (ISBN 978-2-221-08523-3)
  - Dominique Serafini: L'Aventure de l'équipe Cousteau en bandes dessinées, vol. 1...17, ed. Robert Laffont, 1985...1998
- Filme:
  - Par dix-huit mètres de fond, Marea Mediterană, 1942
  - Épaves, Marea Mediterană, 1943, cel mai bun film de scurt metraj, Cannes, 1946
  - Paysages du silence, 1944
  - Autour d'un récif, 1949
  - Carnet de plongée, Marea Mediterană, 1949
  - Récifs de coraux, 1955
  - Le Monde du silence, Marea Roșie, 1956, Oscar pentru cel mai bun film documentar în 1957 și Palme d'or, 1956
  - Précontinent III, 1965
  - Seria Odiseea submarină a echipei Cousteau, 1967-1996 : 120 de documentare de 52 minute de mare succes, transmise de televiziunile din numeroase țări inclusiv comuniste.[28]

## Distincții
În 1993 a fost numit, de către președintele Republicii Franceze, președinte al Consiliului pentru dreptul generațiilor viitoare. Membru al Academiei Franceze (1989), al Academiei Naționale de Televiziune, Artă și Știință din New York, al unor academii și societăți științifice din întreaga lume; a fost distins cu Premiul Internațional „Pahlavi”, oferit în 1977 de guvernul iranian, cu Premiul Academiei Naționale de Televiziune, Artă și Știință din New York (1987), cu Medalia „Prințul Albert Ier de Monaco” (1988), cu Premiul internațional catalan oferit de Institutul de Studii Mediteraneene din Barcelona (1991) și cu Medalia Institutului Smithsonian (1996). Cavaler al Legiunii de Onoare.

## Citate
„Uităm că ciclul apei și al vieții sunt tot unul și același.”
„Fericirea albinei și a delfinului este aceea de a exista. Pentru om fericirea este aceea de a ști toate acestea despre albină și delfin și de a se minuna de ele.”
„Când un om, din orice motiv, are ocazia să aibă o viață extraordinară, nu are nici un drept să o țină doar pentru el, are obligația să o împărtășească cu ceilalți.”
„Oamenii iubesc ceea ce îi încântă, și protejează ceea ce iubesc.”
„Multă lume atacă marea, eu fac dragoste cu ea.”
„Nu sunt om de știință, sunt mai degrabă un impresar de oameni de știință.”